# C’est ça, la vie
C’est ça, la vie (wörtlich: So ist das Leben) ist ein französischer Sprachkurs in Form einer mehrteiligen Fernsehserie, der vom Bayerischen Fernsehen produziert wurde und dessen erste Staffel im Rahmen des 4. Trimesters des Telekollegs läuft. Die 26-teilige Serie in zwei Staffeln à 13 Folgen ist als Fortsetzung des Anfängersprachkurses Bon Courage gedacht und richtet sich an erwachsene, fortgeschrittene Lerner.

## Inhalt
C’est ça, la vie stellt die französischsprachige Berufswelt in Frankreich, Belgien und der französischen Schweiz in Form von dokumentarischen Reportagen vor. Die Sendung wird von Anouk Charlier moderiert, die in den Reportagen auch die Interviews mit den Protagonisten führt. In den Sendungen dieses Sprachkurses wird nur Französisch gesprochen.

## Folgen
| Folge | Titel                          | Ort              |
| ----- | ------------------------------ | ---------------- |
| 1     | Marcel, employé de banque      | Colmar           |
| 2     | Philippe, agent immobilier     | Belfort          |
| 3     | Aline, coiffeuse               | Dijon            |
| 4     | Luc, cuisinier                 | Lyon             |
| 5     | Marie-Paule, ingénieur         | Sophia Antipolis |
| 6     | Valérie, infirmière            | Montpellier      |
| 7     | Stéphane, technicien           | Toulouse         |
| 8     | Sophie, étudiante              | Bordeaux         |
| 9     | Christine, professeur          | Périgueux        |
| 10    | Patrick, médecin               | Brive            |
| 11    | Betty et Pascal, fermiers      | Besse            |
| 12    | Stéphanie, esthéticienne       | La Rochelle      |
| 13    | Jean-Pierre Sueur, maire       | Orléans          |
| 14    | Olivier, journaliste           | Nantes           |
| 15    | Jean-Paul, conducteur de TGV   | Rennes           |
| 16    | Martine, inspecteur de police  | Caen             |
| 17    | Jacques, chef de travaux       | Le Havre         |
| 18    | Philippe, architecte           | Paris            |
| 19    | Chantal, percussionniste       | Versailles       |
| 20    | Michel, menuisier-ébéniste     | Troyes           |
| 21    | Christian, boulanger           | Metz             |
| 22    | Marie-Pierre, bibliothécaire   | Amiens           |
| 23    | Marie-Bernadette, contredame   | Lille            |
| 24    | Jean-Louis, fonctionnaire      | Brüssel          |
| 25    | Christiane, attachée de presse | Luxemburg        |
| 26    | Anne Reiser, avocate           | Genf             |

## Bücher
- Hannelore Gottschalk, Catherine Marsaud: C'est ca, la vie, Bd. 1, Lehrbuch. Brmedia Telekolleg, 2005, ISBN 3-8058-2910-8
- Hannelore Gottschalk, Catherine Marsaud: C' est ca, la vie, Bd. 2, Lehrbuch. Französisch für Fortgeschrittene. Brmedia, 2002, ISBN 978-3-8058-2929-8
- Hannelore Gottschalk, Franz Baumer: C'est ca, la vie, Exercices, BRW-Service, 2003, ISBN 3-8058-3265-6

## Audiocassetten
- C'est ça, la vie Audiocassette 1 – Französisch für Fortgeschrittene, ISBN 978-3-8058-2911-3[2]
- C'est ça, la vie – Exercices Audiocassette, ISBN 978-3-8058-3266-3[3]